# Cintrey
Cintrey település Franciaországban, Haute-Saône megyében. Lakosainak száma 97 fő (2022. január 1.). Cintrey Chauvirey-le-Vieil, Chauvirey-le-Châtel, Malvillers, Molay, Preigney és La Rochelle községekkel határos.

## Népesség
A település népességének változása:
| Lakosok száma | 111  | 97   | 94   | 95   | 96   | 97   | 96   | 97   |
|               | 2013 | 2015 | 2017 | 2018 | 2019 | 2020 | 2021 | 2022 |